# Примо де Ривера, Мигель
Миге́ль При́мо де Риве́ра-и-Орбане́ха (исп. Miguel Primo de Rivera y Orbaneja; 8 января 1870, Херес-де-ла-Фронтера — 16 марта 1930, Париж) — испанский военный и политический деятель, в 1923—1930 годы — диктатор, председатель правительства при короле Альфонсо XIII. 2-й маркиз де Эстелья и 8-й маркиз Собремонте (исп.).

## Биография
Родился в семье военных, его предки и родственники занимали посты военного министра, фельдмаршала, губернатора Филиппин, вице-короля Рио-де-ла-Платы (прадед Рафаэль де Собремонте). Его дед отличился в Войне за независимость против Наполеона I.
В 14 лет Мигель поступил в военное училище, затем участвовал в кампаниях в Марокко и на Кубе, служил на Филиппинах, быстро продвигаясь по службе. Впоследствии, уже в Испании, был последовательно начальником Валенсийского и Мадридского военных округов. В 1921 году был неожиданно разжалован и уволен в отставку, но уже в мае 1922-го возвращён на службу и назначен на горящий пост военного губернатора Барселоны и начальника Барселонского военного округа. В то время город фактически был во власти анархистов; к тому же в каталонской столице широко распространились сепаратистские настроения. Примо де Ривера решительными мерами остановил революционное движение. В ходе активной борьбы с анархистами сблизился с консервативными политиками и 13 сентября 1923 года совершил государственный переворот. Было приостановлено действие испанской конституции, распущены правительство и парламент, введена цензура. С согласия короля создана «военная директория» во главе с Примо де Риверой.

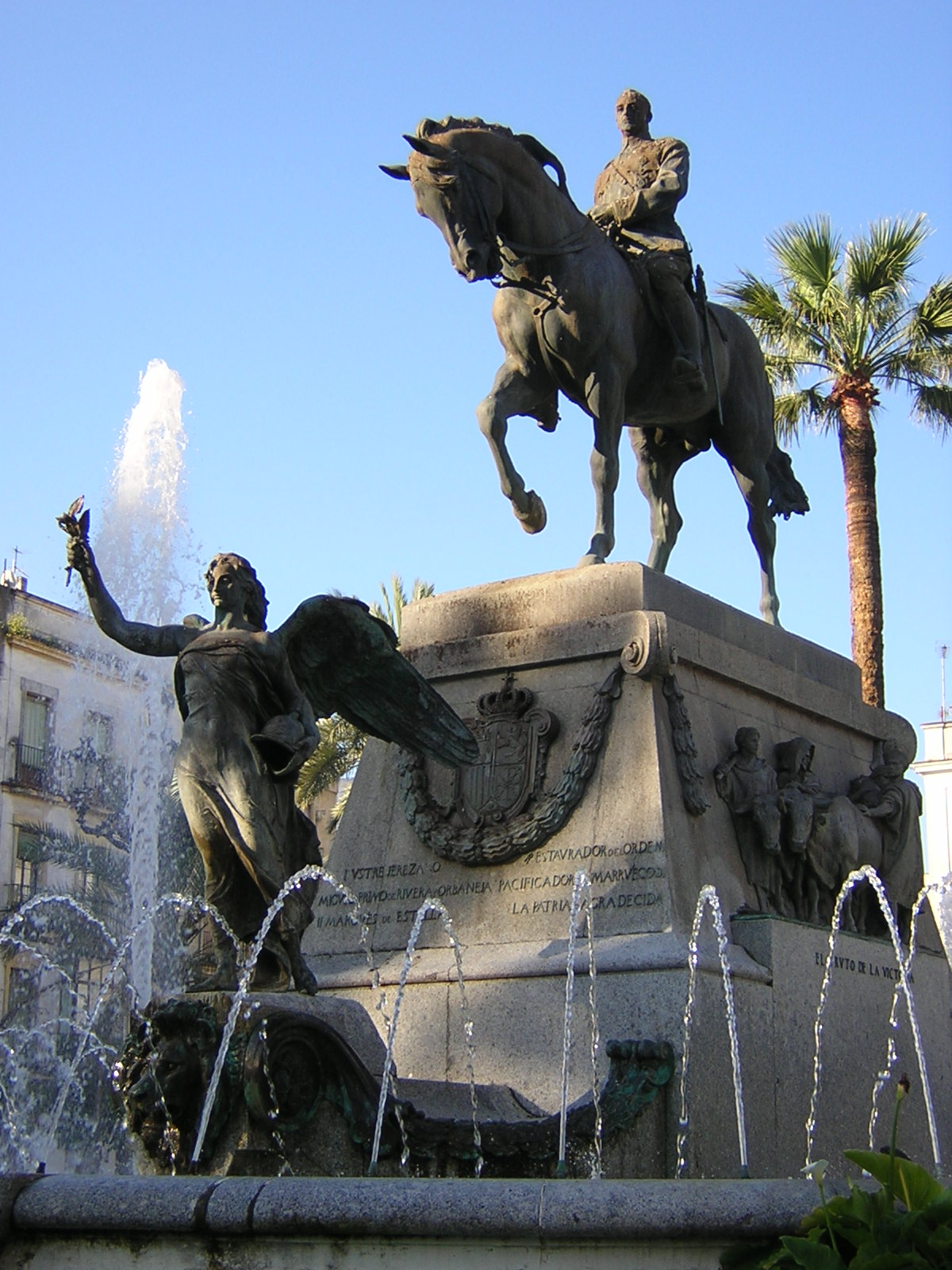
Памятник политику в Херес-де-ла-Фронтера

Генералу удалось переломить в пользу Испании положение в Марокко, где страна до этого потерпела ряд чувствительных поражений, подавить революционное движение. Развивалась национальная промышленность, автопарк за шесть лет вырос в два раза.
В 1923 году положил начало испано-итальянских отношений, посетив вместе с королем в сопровождении броненосной эскадры Италию, и приняв ответный визит итальянского флота.
В 1925 году военная директория была преобразована в гражданскую, а годом ранее Примо де Ривера организовал партию Патриотический союз (исп.). Однако у диктатуры не было чётко выраженной идеологии, кроме идей общеконсервативного толка.
В 1926 году заключил с Италией договор о дружбе обеспечив себе её поддержку.
Было создано «Национальное консультативное собрание», разработан проект конституции.
Тем не менее, коренные проблемы, стоявшие перед страной, решены не были. На фоне общественного недовольства М. Примо де Ривера 28 января 1930 года подал в отставку (главой правительства становится на короткое время генерал Д. Беренгер). Примо де Ривера уехал в Париж, где и умер через шесть недель.
Его сын Хосе Антонио — основатель партии Испанская фаланга. Дочь, Пилар, была до 1977 года руководителем женской секции Фаланги.